# Réunion de lancement
La réunion de lancement pour un projet (ou réunion de coup d'envoi, traduction littérale de l'anglais kickoff meeting) est la première rencontre entre les intervenants du commanditaire du projet et l'équipe projet (qui sera chargé de mener à bien le projet considéré). Elle a pour objectif de présenter les membres de l'équipe projet aux intervenants du commanditaire et de clarifier le rôle de chacun. D'autres éléments-clés du projet impliquant le commanditaire peuvent également faire partie de l'ordre du jour de cette réunion (comme le calendrier, la périodicité et le format des rapports d'avancement, etc.).

## Description
En gestion de projet, il est important que les membres de l'équipe qui vont travailler sur un projet en aient une vision globale claire et précise,. Il s'agit donc d'organiser une première réunion qui permette l'explication de la dynamique du projet et la définition de la méthodologie et des outils de travail. Pour cette raison, la composition de la réunion est large, incluant les clients et les prestataires du service. Dans les cas de projets ayant des aspects stratégiques, la présence d'un comité ou de membres de la direction peut être nécessaire.
Cette réunion n'est généralement pas la première entre les clients et exécutants. Elle fait généralement suite aux réunions de présentation de l'offre et de vente du projet ainsi qu'à la définition des éléments-clés du projet et de leur planification. Ces éléments doivent en effet être définis en amont afin de permettre à la réunion coup d'envoi de rester efficace et de limiter sa durée.
L'objectif principal d'une réunion de coup d'envoi consiste à présenter les enjeux du projet et définir les rôles et les contributions attendues de la part des différentes parties,. Sont également abordés, les risques encourus et les problèmes susceptibles de se poser, en particulier ceux qui peuvent influer sur le calendrier du projet et avoir un impact sur la satisfaction du commanditaire. C'est le moment où les parties prenantes peuvent explicitement faire état de leurs besoins. Enfin, la manière d'évaluer l'état d'avancement du projet ainsi que la qualité du travail sont également définis à cette occasion. 
Les enjeux de cette réunion dépassent les questions techniques et organisationnelles. En effet, il s'agit d'un moment où les deux parties peuvent montrer leur intérêt et motivations respectifs pour la bonne réalisation du projet. La réunion de lancement a donc un impact sur la qualité de la relation client. Sur le plan managérial, cette réunion est également importante puisqu'elle permet aux responsables d'impliquer et de motiver les différentes personnes impliquées. 
En fonction des caractéristiques du projet et de l'organisation au sein des entreprises, les réunions de coup d'envoi peuvent présenter quelques variétés dans leurs objectifs et déroulements. 